# بيل كيني
بيل كيني (بالإنجليزية: Bill Kenny)‏ هو مغني أمريكي، ولد في 12 يونيو 1914، وتوفي في 23 مارس 1978 في نيو ويستمينيستر في كندا.

## وصلات خارجية
- بيل كيني على موقع IMDb (الإنجليزية)
- بيل كيني على موقع ميوزك برينز (الإنجليزية)
- بيل كيني على موقع ديسكوغز (الإنجليزية)
- بيل كيني على موقع قاعدة بيانات الفيلم (الإنجليزية)